# Луций Постумий Альбин Региллен
Луций Постумий Альбин Региллен (лат. Lucius Postumius Albinus Regillensis; V—IV века до н. э.) — римский политический деятель из патрицианского рода Постумиев, военный трибун с консульской властью в 389 и 381 годах до н. э.
Луций Постумий дважды становился одним из шести военных трибунов-патрициев. Его первый трибунат пришёлся на первый год после нашествия галлов, когда высшие магистраты занимались восстановлением города, сбором уцелевших законов и договоров, определением заповедных дней. Главным событием его второго трибуната стала война с вольсками, но её сенат «вне порядка» (extra ordine) поручил Марку Фурию Камиллу.
Возможно, именно этот патриций стал одним из двух цензоров 366 года до н. э. (в фастах фигурирует Луций Постумий, без когномена).